# Alpatláhuac (municipalité)
La municipalité d'Alpatláhuac est l'une des 212 municipalités de l'État de Veracruz, et est située dans la partie centrale de cet État. Elle se situe à l'ouest du golfe du Mexique, sur les contreforts de la chaîne de montagnes de la Sierra Madre orientale, et se trouve à cheval entre les bassins versants du fleuve Río Jamapa et de son principal affluent, la rivière Río Cotaxtla. Son chef-lieu est la ville éponyme d'Alpatláhuac. Elle dépend de la région administrative de Las Montañas, qui est une des 10 subdivisions administratives de l'État de Veracruz.

## Géographie
La municipalité d'Alpatláhuac se trouve à cheval entre les bassins versants du fleuve Río Jamapa et de son principal affluent, la rivière Río Cotaxtla. Le Río Jamapa s'écoule sur son flanc nord, hors de son territoire, mais à peu de distance de sa limite nord. Le Río Cotaxtla forme brièvement sa limite administrative au sud. Assise sur les contreforts du massif montagneux de la Sierra Madre orientale, son altitude oscille entre 1600 et 3400 mètres. Son chef-lieu, la ville d'Alpatláhuac, se trouve dans les confins nord-est de son territoire. Ce territoire couvre une superficie de 71 km2, et était peuplé en 2010 de 9691 habitants, pour une densité de 136,4 km2.
Cette municipalité est limitrophe au sud de celle de Coscomatepec, tandis qu'elle se trouve enserrée à l'est, au nord et à l'ouest par celle de Calcahualco.

## Composition et démographie
La municipalité était composée en 2010 de 38 localités, dont aucune n'était considérée comme urbaine, toutes étant rurales.
| Localité                 | Population |
| ------------------------ | ---------- |
| Alpatláhuac              | 1181       |
| Ayahualulco              | 1167       |
| Ixtaquilitla (El Rincón) | 705        |
| San José Teacalco        | 558        |
| Cocalzingo               | 502        |
| Reste des localités      | 5578       |
| Total population         | 9691       |

En plus de l'espagnol, plusieurs langues amérindiennes sont parlées dans la municipalité, dont les principales sont par ordre d'importance : le nahuatl, le mazatèque et le totonaque, les autres étant très marginales.

## Histoire
Durant la période hispanique, la ville de Alpatláhuac se nommait Santa María Magdalena de Alpatláhuac.
Par un décret de 1824 est créée la municipalité d'Alpatláhuac.

## Économie

### Agriculture et élevage
La superficie des parcelles semées représentait en 2014 une surface totale de 1945 hectares, parmi lesquels 130 hectares étaient voués à la culture de la chayote, une variante tropicale de cucurbitacée, dont le fruit est comestible, 1255 hectares étaient voués à la culture du maïs, et 142 hectares étaient voués celle de la pomme de terre, localement nommée "papa".

En 2014, la production de viande par tonnes comprenait 39,9 tonnes de viande bovine, 96,2 tonnes de viande porcine, 14,4 tonnes de viande ovine, 1,9 tonne de viande caprine, 69,3 tonnes de volailles, et 2 tonnes de dinde. La superficie vouée à l'élevage représentait alors 466 hectares.